# NGC 4914
NGC 4914 este o galaxie eliptică situată în constelația Câinii de Vânătoare. A fost descoperită în 17 martie 1787 de către William Herschel. Se află la o distanță de 70,18 de megaparseci de Pământ.